# محمد سعيد ملحس
محمد سعيد محمد علي ملحس (1923 - 26 أغسطس 2016) شيخ وقارئ قرآن وعالم دين فلسطيني من نابلس، ومؤلف كتاب «رسالة في أحكام تجويد القرآن على رواية حفص بن سليمان» عام 1950.

## سيرته
ولد محمد سعيد محمد علي ملحس في عام 1923. ألف في عام 1950 كتاب «رسالة في أحكام تجويد القرآن على رواية حفص بن سليمان». نال الكتاب استحسان الكثير وعمل منه حتى الآن 18 طبعة. أسس إذاعة القران الكريم في نابلس في عام 1998، وهي الوحيدة في فلسطين. عرف عن الشيخ ملحس انه يسمع لقراءات شيوخ القرآن المحليين والعالميين قبيل إذاعتها في الإذاعة، ومن يجد في تلاوته أخطاء يرفض إذاعتها.
توفي الشيخ يوم الجمعة الموافق 26 أغسطس 2016.

## شيوخه
كان من أبرز شيوخه هو القارئ الشيخ سعيد حسن سمور (1917-1982)، حيث قال الشيخ «محمد سعيد ملحس» عن شيخه «سعيد حسن سمور»: «أكثر من تأثرت بقراءته وبعلمه للتجويد فضيلة الشيخ سعيد حسن حسين سمور، صاحب الصوت الجميل، بالسند المتصل إلى النبي صلى الله عليه وسلم، وهو من مدينة طولكرم بفلسطين، وهو من أقدم القراء في فلسطين والأردن».

## روابط خارجية
- السيرة الذاتية للشيخ محمد سعيد ملحس.